# 이원우 (경찰)
이원우(李洹雨, 일본식 이름: 中原初夫)는 일제강점기와 대한민국 건국 초기의 경찰 간부이다.
일제 강점기에 법전을 졸업한 뒤 경찰이 되어 광복 후까지 약 20여 년간 경찰로 근무했다.
경부로 임관되어 충청북도 경찰부를 비롯하여 청주시와 충주시의 경찰서 사법주임을 역임하였으며, 광복 후에는 충북 수사과장을 거쳐 충북 경찰학교장으로 근무하다가 1949년 퇴임했다.
2008년 발표된 민족문제연구소의 친일인명사전 수록예정자 명단 경찰 분야에 선정되었다.
아들인 이산연이 보통학교를 졸업한 뒤 조선황전강습소에 입교하여 신토의 제관인 신직(神職)이 될 수 있도록 당시 충북지사 김동훈의 추천장을 받아주었다. 조선인 최초의 신직인 이산연은 2002년 민족정기를 세우는 국회의원모임에서 발표한 친일파 708인 명단에 포함되어 있다.

## 같이 보기
- 이산연

## 참고 자료
- 반민족행위특별조사위원회, 〈이산연 심문조서〉 1~4회 (1949년 6월)